# Крени (Ленинградская область)
Кре́ни — деревня в Ретюнском сельском поселении Лужского района Ленинградской области.

## История

### До XVIII века
Впервые упоминается в писцовых книгах Шелонской пятины 1498 года, как сельцо Крен в Которском погосте Новгородского уезда.

### XVIII — начало XX века
Как деревня Крени она обозначена на карте Санкт-Петербургской губернии 1792 года А. М. Вильбрехта.
Деревня Крени, состоящая из 60 крестьянских дворов, упоминается на карте Санкт-Петербургской губернии Ф. Ф. Шуберта 1834 года.

КРЕНИ — деревня, принадлежит: ротмистру Ивану Неплюеву, число жителей по ревизии: 122 м. п., 130 ж. п.

полковнику Павлу и капитан-лейтенанту Николаю Саполовичевым, число жителей по ревизии: 46 м. п., 48 ж. п.

из дворян санкт-петербургской купеческой жене Марье Ивановой, число жителей по ревизии: 11 м. п., 12 ж. п.

При ней: питейный дом деревянного строения, называемый Кренский (1838 год)

Деревня Крени из 60 дворов отмечена на карте профессора С. С. Куторги 1852 года.

КРЕНИ — деревня господ Неплюева и Сополовичева, по просёлочной дороге, число дворов — 63, число душ — 170 м. п. (1856 год)

КРЕНИ — деревня владельческая при ключах, число дворов — 31, число жителей: 90 м. п., 95 ж. п. (1862 год)

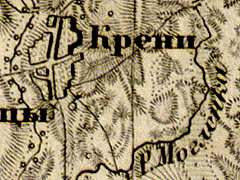
Деревня Крени на карте 1863 года

В 1870—1872 годах временнообязанные крестьяне деревни выкупили свои земельные наделы у В. Ф. фон Краузе и стали собственниками земли.
В 1880—1881 годах временнообязанные крестьяне выкупили свои земельные наделы у А. П. Дубельт.
Сборник Центрального статистического комитета описывал её так:

КРЕНИ — деревня бывшая владельческая, дворов — 49, жителей — 184; часовня, лавка. (1885 год)

Согласно материалам по статистике народного хозяйства Лужского уезда 1891 года, имение при селении Крени принадлежало дворянке М. Я. Шестаковой. Кроме того, пустошь Косяковская при селении Крени площадью 66 десятин принадлежала жене французского подданного М. И. Мари, пустошь была приобретена до 1868 года.
В XIX веке деревня административно относилась ко 2-му стану Лужского уезда Санкт-Петербургской губернии, в начале XX века — к Поддубской волости 4-го земского участка 4-го стана.
По данным «Памятной книжки Санкт-Петербургской губернии» за 1905 год деревня Крени образовывала Кренское сельское общество.

### 1917—1991 годы
С 1917 по 1923 год деревня Крени входила в состав Кренского сельсовета Поддубской волости Лужского уезда.
С 1923 года, в составе Городецкой волости.

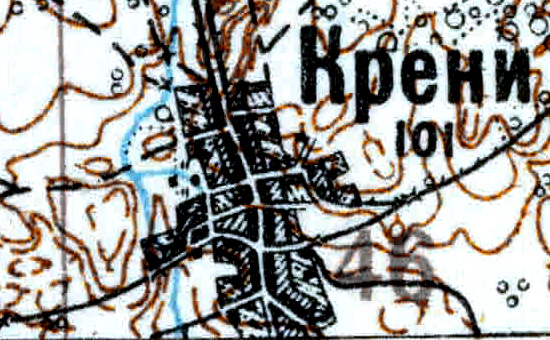
Деревня Крени карте 1926 года

Согласно топографической карте 1926 года деревня насчитывала 101 двор.
С 1927 года, в составе Лужской волости, а затем Лужского района.
С 1928 года, в составе Поддубского сельсовета.
По данным 1933 года деревня Крени являлась административным центром Поддубского сельсовета Лужского района, в который входили 12 населённых пунктов: деревни Березицы, Бор, Елемцы, Зуево, Крени, Малые Озерцы, Мокрово, Парищи, Ручьи, Средние Озерцы, Юбры и село Поддубье, общей численностью населения 3024 человека.
По данным 1936 года в состав Поддубского сельсовета входили 13 населённых пунктов, 563 хозяйства и 11 колхозов, административным центром сельсовета, также была деревня Крени.
C 1 августа 1941 года по 31 января 1944 года деревня находилась в оккупации.
В 1961 году население деревни Крени составляло 129 человек.
По данным 1966 года деревня Крени также входила в состав Поддубского сельсовета.
По данным 1973 года деревня Крени входила в состав Шильцевского сельсовета.
По данным 1990 года деревня Крени входила в состав Ретюнского сельсовета.

### 1991 год — настоящее время
В 1997 году в деревне Крени Ретюнской волости проживали 50 человек, в 2002 году — 42 человека (русские — 93 %).
В 2007 году в деревне Крени Ретюнского СП также проживали 42 человека.

## География
Деревня расположена в южной части района на автодороге 41К-668 (Ретюнь — Поддубье).
Расстояние до административного центра поселения — 20 км.
Расстояние до ближайшей железнодорожной станции Серебрянка — 12 км.
Деревня находится на левом берегу реки Городонька.

## Демография
| 1838 | 1862 | 1885 | 1961 | 1997 | 2007 | 2010 |
| ---- | ---- | ---- | ---- | ---- | ---- | ---- |
| 369  | ↘185 | ↘184 | ↘129 | ↘50  | ↘42  | ↘41  |
| 2017 |      |      |      |      |      |      |
| ↗49  |      |      |      |      |      |      |

## Улицы
Восточная, Нагорная территория, Придорожный переулок.